# Distretto di Karakoyunlu
Il distretto di Karakoyunlu (in turco Karakoyunlu ilçesi) è uno dei distretti della provincia di Iğdır, in Turchia.